# Astracantha griseosericea
Astracantha griseosericea là một loài thực vật có hoa trong họ Đậu. Loài này được (Eig) Greuter miêu tả khoa học đầu tiên năm 1986.